# Iwan Turkienicz
Iwan Wasiljewicz Turkienicz (ros. Иван Васильевич Туркенич, ur. 15 lutego 1920 we wsi Nowyj Liman w obwodzie woroneskim, zm. 14 sierpnia 1944 w Głogowie Małopolskim) – radziecki partyzant, Bohater Związku Radzieckiego (1990).

## Życiorys
Urodził się w ukraińskiej rodzinie chłopskiej. Dzieciństwo spędził w Krasnodonie, gdzie 1929-1935 uczył się w niepełnej szkole średniej i szkole średniej im. Gorkiego, a 1935-1936 na krasnodońskim rabfaku (fakultecie robotniczym) Woroszyłowgradzkiego Instytutu Pedagogicznego, 1937-1938 pracował w drukarni rejonowej gazety „Socjalisticzeskaja Rodina”. W latach 1938–1940 uczył się w technikum kolejowym w Sewastopolu, od 1940 służył w Armii Czerwonej, w 1941 ukończył szkołę artylerii w Sewastopolu i od sierpnia 1941 do marca 1942 dowodził plutonem, od marca do maja 1942 uczył się na kursach dowódców baterii moździerzy przy Akademii Artyleryjskiej im. Dzierżyńskiego w Samarkandzie. Od maja 1942 brał udział w wojnie z Niemcami, od czerwca do sierpnia 1942 walczył w składzie 614. pułku artylerii jako pomocnik szefa sztabu pułku, podczas bitwy pod Stalingradem został okrążony i ranny, po utracie przytomności wzięty do niewoli. Po szybkiej ucieczce z niewoli wrócił do Krasnodonu, gdzie włączył się w działalność podziemną i od sierpnia 1942 do stycznia 1943 dowodził tajną organizacją komsomolską „Młoda Gwardia” w Krasnodonie. Po rozbiciu organizacji w styczniu 1943 przekroczył linię frontu i w marcu 1943 wrócił do regularnej jednostki Armii Czerwonej, od marca do maja 1943 służył w 163 gwardyjskim pułku strzelców na Froncie Południowo-Zachodnim jako dowódca baterii, od marca 1943 do lutego 1944 był pomocnikiem szefa sztabu 473. pułku artylerii, potem został pomocnikiem szefa wydziału politycznego ds. pracy komsomolskiej 99 Dywizji Piechoty w składzie 60 Armii 1 Frontu Ukraińskiego w stopniu kapitana. W czerwcu 1944 został członkiem WKP(b), latem 1944 wyróżnił się w walkach o Tarnopol i przy przełamaniu obrony przeciwnika na odcinku lwowskim podczas operacji lwowsko-sandomierskiej. 13 sierpnia 1944 w walkach nad Wisłoką w rejonie Latoszyna niedaleko Dębicy został śmiertelnie ranny i następnego dnia zmarł. Został pochowany na cmentarzu żołnierzy radzieckich w Rzeszowie, na którym zbudowano obelisk z jego nazwiskiem po rosyjsku i polsku.

## Odznaczenia
- Złota Gwiazda Bohatera Związku Radzieckiego (pośmiertnie, 5 maja 1990)
- Order Lenina (pośmiertnie, 5 maja 1990)
- Order Czerwonego Sztandaru (13 września 1943)
- Order Wojny Ojczyźnianej I klasy (pośmiertnie, 30 grudnia 1944)
- Medal Partyzantowi Wojny Ojczyźnianej I klasy (23 września 1943)